# 春慶会館
飛騨高山春慶会館、または春慶会館（しゅんけいかいかん）とは、かつて岐阜県高山市に存在した伝統的工芸品である飛騨春慶（春慶塗）をテーマにした歴史博物館である。

## 概要
1973年（昭和48年）当時、木材加工所を経営していた長瀬清が自身のコレクションを展示するために工場跡を改装し、私設博物館として開館。館内には、江戸時代以降の逸品約1,000点を展示するほか、体験学習が可能となっており、絵付けを行うことで自作の春慶塗を土産に購入することができる。
このほか、檜やサワラの木から漆器完成に至るまでの工程、漆芸技法を学ぶことができる。また展示品を多く取り揃えていることから、飛騨高山の観光名所に挙げられる。
しかし、施設を管理する後継者の不在と来館者数の伸び悩みから2014年（平成26年）6月末をもって併設する直売所を閉鎖、当館も7月末をもって閉館した。
その後施設は解体され、跡地は福祉施設となっている。

## 交通アクセス
- JR「高山駅」より徒歩約15分[2]。